# Edgerton (Minnesota)
Edgerton é uma cidade localizada no estado americano de Minnesota, no Condado de Pipestone.

## Demografia
Segundo o censo americano de 2000, a sua população era de 1033 habitantes.
Em 2006, foi estimada uma população de 979, um decréscimo de 54 (-5.2%).

## Geografia
De acordo com o United States Census Bureau tem uma área de
3,0 km², dos quais 3,0 km² cobertos por terra e 0,0 km² cobertos por água.

## Localidades na vizinhança
O diagrama seguinte representa as localidades num raio de 16 km ao redor de Edgerton.